# Bombylius haywardi
Bombylius haywardi är en tvåvingeart som beskrevs av Edwards 1937. Bombylius haywardi ingår i släktet Bombylius och familjen svävflugor. Inga underarter finns listade i Catalogue of Life.